# Muellera
Muellera là một chi thực vật có hoa trong họ Đậu.